# Freya (zoologia)
Freya C.L. Koch, 1850 è un genere di ragni appartenente alla famiglia Salticidae.

## Etimologia
Il nome del genere deriva da Freyja, divinità della mitologia norrena, considerata dea dell'amore, della fertilità e della seduzione.

## Distribuzione
Le 30 specie note di questo genere sono diffuse soprattutto in America centrale e meridionale, in particolare a Panama; solo la specie Freya decorata è presente in America settentrionale e Freya dyali è endemica del Pakistan.

## Tassonomia
È probabile che la Freya dyali rinvenuta in Pakistan sia un errore di classificazione, data l'enorme distanza fra le zone di ritrovamento. Un caso analogo si verifica nel genere Jollas dove anche una sola specie è del Pakistan e tutte le altre sono americane.
A maggio 2010, si compone di 30 specie:
1. Freya albosignata (F. O. P.-Cambridge, 1901) — Guatemala, Panama
2. Freya arraijanica Chickering, 1946 — Panama
3. Freya atures Galiano, 2001 — Venezuela
4. Freya bicavata (F. O. P.-Cambridge, 1901) — Panama
5. Freya bifida (F. O. P.-Cambridge, 1901) — Panama
6. Freya bifurcata (F. O. P.-Cambridge, 1901) — Panama
7. Freya chapare Galiano, 2001 — Bolivia, Brasile
8. Freya chionopogon Simon, 1902 — Venezuela
9. Freya decorata (C. L. Koch, 1846)[2] — America meridionale e settentrionale
10. Freya demarcata Chamberlin & Ivie, 1936 — Panama
11. Freya disparipes Caporiacco, 1954 — Guiana francese
12. Freya dureti Galiano, 2001 — Brasile
13. Freya dyali Roewer, 1951 — Pakistan
14. Freya emarginata (F. O. P.-Cambridge, 1901) — Guatemala
15. Freya frontalis Banks, 1929 — Panama
16. Freya grisea (F. O. P.-Cambridge, 1901) — Guatemala, Panama
17. Freya infuscata (F. O. P.-Cambridge, 1901) — El Salvador, Panama, Venezuela
18. Freya justina Banks, 1929 — Panama
19. Freya longispina (F. O. P.-Cambridge, 1901) — Guatemala, Panama
20. Freya maculatipes (F. O. P.-Cambridge, 1901) — Messico
21. Freya minuta (F. O. P.-Cambridge, 1901) — Panama
22. Freya nannispina Chamberlin & Ivie, 1936 — Panama
23. Freya nigrotaeniata (Mello-Leitão, 1945) — Paraguay, Argentina
24. Freya perelegans Simon, 1902 — Venezuela
25. Freya petrunkevitchi Chickering, 1946 — Panama
26. Freya prominens (F. O. P.-Cambridge, 1901) — dal Messico a Panama
27. Freya regia (Peckham & Peckham, 1896) — Messico, Guatemala
28. Freya rubiginosa (C. L. Koch, 1846) — Brasile
29. Freya rufohirta (Simon, 1902) — Brasile
30. Freya rustica (Peckham & Peckham, 1896) — Guatemala, Panama

### Specie ridenominate, trasferite, non più in uso
- Freya guianensis Caporiacco, 1947[3] — Venezuela, Guyana